# Taranidaphne
Taranidaphne là một chi ốc biển, là động vật thân mềm chân bụng sống ở biển trong họ Conidae.

## Các loài
Các loài thuộc chi Taranidaphne bao gồm:
- Taranidaphne amphitrites (Melvill & Standen, 1903)[2]
- Taranidaphne dufresnei Morassi & Bonfitto, 2001[3]
- Taranidaphne hongkongensis (Sowerby III, 1889)[4]
- Taranidaphne nereidum (Melvill & Standen, 1903)[5]